# Lucena del Puerto
Lucena del Puerto ist eine spanische Stadt in der Provinz Huelva in der Autonomen Region Andalusien. 2024 hatte die Gemeinde 3.388 Einwohner. Sie befindet sich in der Comarca El Condado. 

## Geografie
Die Gemeinde grenzt an die Gemeinden Almonte, Bonares, Moguer und Niebla.

## Geschichte
Der Ort gehört bis zum 19. Jahrhundert zu Niebla.

## Sehenswürdigkeiten
- Iglesia de San Vicente Mártir
- Kloster Convento de la Luz